# GraphML
GraphML ist ein XML-basiertes Dateiformat für die Repräsentation von Graphen. GraphML besteht aus einem Sprachkern zur Beschreibung der Struktur eines Graphen und einem Erweiterungsmechanismus für applikationsspezifische Daten. GraphML ist ein freies Dateiformat basierend auf der Creative Commons Attribution 3.0 Lizenz.

## Geschichte
Das GraphML Projekt wurde durch das Graph Drawing Steering Committee im Vorfeld zur Graph Drawing 2000 Konferenz in Williamsburg (Virginia) gestartet. Der Vorläufer von GraphML war die Graph Modelling Language (GML), welche auf Grund einer Initiative der Graph Drawing 1995 Konferenz in Passau gestartet wurde.

## Funktionsweise

Aus dem Code erzeugter, ungerichteter Graph

GraphML unterstützt gerichtete, ungerichtete und gemischte Graphen, Hypergraphen sowie hierarchische Graphen. Es bietet Möglichkeiten zur Beschreibung der graphischen Repräsentation des Graphen, Referenzen auf externe Daten, sowie anwendungsspezifische Attribute.
Der rechts dargestellte einfache ungerichtete Graph mit vier Knoten und vier Kanten sieht in GraphML folgendermaßen aus:
```
<?xml version="1.0" encoding="UTF-8"?>

<graphml
 
xmlns=
"http://graphml.graphdrawing.org/xmlns"

    
xmlns:xsi=
"http://www.w3.org/2001/XMLSchema-instance"

    
xsi:schemaLocation=
"http://graphml.graphdrawing.org/xmlns

     http://graphml.graphdrawing.org/xmlns/1.0/graphml.xsd"
>

  
<graph
 
id=
"G"
 
edgedefault=
"undirected"
>

    
<node
 
id=
"A"
/>

    
<node
 
id=
"B"
/>

    
<node
 
id=
"C"
/>

    
<node
 
id=
"D"
/>

    
<edge
 
id=
"ab"
 
source=
"A"
 
target=
"B"
/>

    
<edge
 
id=
"bc"
 
source=
"B"
 
target=
"C"
/>

    
<edge
 
id=
"cd"
 
source=
"C"
 
target=
"D"
/>

    
<edge
 
id=
"da"
 
source=
"D"
 
target=
"A"
/>

  
</graph>

</graphml>

```

## Andere Dateiformate für Graphen
- Graph Exchange Language (GXL) – weitere XML-basierte Beschreibungssprache für Graphen.
- Trivial Graph Format – simples textbasiertes Format zur Beschreibung von Graphen.
- Graph Modelling Language (GML)
- eXtensible Graph Markup and Modeling Language (XGMML) – XML-basierte Graph Markup Language ähnlich wie GML.
- DOT – Beschreibungssprache für Graphen für die Graphviz-Tools.
- Graph Exchange XML Format (GEXF) – Beschreibungssprache mit Unterstützung für dynamische Graphen, genutzt u. a. von der Software Gephi. GEXF Projektwebsite